# Stand Up! Sister
「Stand Up! Sister」（日语：スタンドアップ!シスター）是YUKI的第4张单曲。2002年11月20日由EPIC Records Japan发行。

## 简介
- 自第一张专辑「PRISMIC」中剪切出的单曲「66db」以来的最新一张单曲。
- YUKI表示歌曲本身表达了「希望能够面对更多人去唱出自己的心声，而不是面对自己而唱」的强烈愿望[2]。
- 在ORICON周间单曲榜有最高第10位记录。是「the end of shite」以来隔了两首单曲后重回前十的单曲。

## 收录曲
（全作词：YUKI/编曲：会田茂一）
1. スタンドアップ!シスター
  - 作曲：ナンバキイチロウ/编曲：YUKI & PRISMIC YUKI BAND

1. 恋人よ[3]
  - 作曲：松浦友也

## 收录专辑
- commune（#1, #2、专辑版本）[4]
- five-star（#1）